# Albuca amboensis
Albuca amboensis là một loài thực vật có hoa trong họ Măng tây. Loài này được (Schinz) Oberm. mô tả khoa học đầu tiên năm 1978.